# Splav
Splav ali abortus je prekinitev zgodnje nosečnosti, ki se konča s smrtjo ploda in ne s porodom. Lahko ga povzročijo nepravilnosti pri razvoju zarodka ali njegova smrt, umetno pa ga izvajajo v medicini iz terapevtskih razlogov ali na podlagi odločitve nosečnice.
V medicini obravnavajo kot splav prekinitev nosečnosti najkasneje v obdobju med 22. in 24. tednom oz. 500 g plodove teže, kasnejša pa je že obravnavana kot porod – v slednjem primeru šteje otrok za perinatalno umrlega. Pri tem se definicije razlikujejo med državami, kar otežuje mednarodne primerjave pojavnosti.
Ločimo spontani splav – spontano prekinitev nosečnosti, preden je plod viabilen – in umetni splav.

## Spontani splav
Z izrazom spontani splav (samoodsebni splav) opisujemo prekinitev nosečnosti, ki nastane samo od sebe, preden je plod viabilen (sposoben preživeti izven maternice). Pri tem se standardi nege novorojencev med državami razlikujejo, od česar je odvisna tudi meja med spontanim splavom in ekstremno predčasnim porodom.
S spontanim splavom se v svetovnem merilu zaključi 30 do 50 % nosečnosti, v veliki večini zelo zgodaj v nosečnosti, preden se nosečnica sploh zaveda zanositve.
Glede na starost ploda razlikujemo med izgubo zgodnje nosečnosti (v prvem trimesečju) in pozni spontani splav (drugo trimesečje do dopolnjenega 24. tedna). Vzroki zanj so različni, običajno gre za patološka stanja pri materi ali plodu, pogosto pa jih niti ne znamo določiti. Če je vzrok pri plodu, gre v več kot polovici primerov za kromosomske anomalije, ki močno prevladujejo pri zelo zgodnjih splavitvah. Druga pomembna skupina vzrokov so smrtne kongenitalne anomalije, bodisi zaradi manj očitnih genetskih nepravilnosti, delovanja teratogenov ali neznanih vzrokov. Med možnimi vzroki so tudi hujše poškodbe, medtem ko manjše poškodbe ne povečajo tveganja za splav. Pri materi so možni vzroki anomalije maternice, okužba s patogenimi mikroorganizmi, ki preidejo na plod (Listeria monocytogenes, Toxoplasma gondii, virus B19, virus ošpic idr.), in številne druge bolezni.

## Umetni splav
Umetni splav oz. umetna prekinitev nosečnosti je poseg, ki se izvaja iz terapevtskih razlogov – kot odziv na zdravstveno stanje matere ali ploda – ali na željo nosečnice iz drugih razlogov.
Običajno se izvaja kirurško (tehnika je odvisna od starosti ploda) z izpraskanjem ali vakuumskim posrkanjem ploda, v zadnjem času pa se bolj uveljavlja medikamentni splav, ki ga sprožijo kemično, zlasti pred dopolnjenim 9. tednom nosečnosti. T. i. abortivna tabletka (mifepriston) prekine povezave med trofoblastom in maternico, zmehča maternični vrat in včasih sproži začetne popadke, učinkovina misoprostol, ki se uporablja v kombinaciji, pa nato povzroči iztis vsebine maternice. V nekaterih primerih je treba tak splav dokončati kirurško.
Kadar ga izvajajo usposobljeni zdravstveni delavci strokovno in s soglasjem nosečnice, je umetni splav eden najvarnejših medicinskih posegov, ki ne predstavlja zaznavnega tveganja za zdravje. Po drugi strani zaradi nestrokovnih umetnih splavov, ki jih izvajajo predvsem v državah v razvoju, po oceni umre skoraj 70.000 žensk na leto, več milijonov pa ima trajne posledice zaradi poškodb, infekcij ali zastrupitev.
V svetu potekajo burne javne razprave o etičnosti tovrstnih posegov. Nasprotniki splava trdijo, da je plod človek, ki ima pravico živeti, in enačijo poseg z umorom, zagovorniki pa se sklicujejo na reproduktivne pravice žensk. Še en argument je, da je splav pomembno javnozdravstveno vprašanje, zato naj bi bil po priporočilu Svetovne zdravstvene organizacije varen in legalen splav na voljo vsem ženskam.
Zakonodaja s tem v zvezi odraža kulturne in verske poglede posameznih družb na splav, zato se po svetu zelo razlikuje, od popolne prepovedi, prek sprejemljivosti v izjemnih primerih (resno tveganje za zdravje matere, incest, posilstvo ipd.) do sprejemljivosti v zgodnji fazi nosečnosti. V Sloveniji ima ženska neomejeno pravico do prekinitve nosečnosti do 10. tedna, po tem obdobju pa zahteve obravnava zdravniška komisija.